# Vientre frontal (músculo occipitofrontal)
El músculo frontal ([TA]: venter frontalis musculi occipitofrontalis) es un músculo cutáneo del cráneo. Algunos autores lo consideran la porción muscular anterior del músculo occipitofrontal. Se halla inervado por los filetes frontales de la rama temporofacial del nervio facial.

## Trayecto
Tiene su origen en la galea aponeurótica y se inserta en la piel de manera superior al borde supraorbitario. Este músculo mueve el cuero cabelludo en sentido anterior, eleva las cejas y arruga horizontalmente la piel de la frente.

## Función
Si el músculo frontal se contrae aisladamente, conduce hacia adelante la aponeurosis epicranea, elevando la piel de las cejas. En la expresión de fisonomía el frontal es el músculo de la atención, y la manifiesta en sus diferentes grados. Desde la simple expresión de sorpresa hasta la admiración y el espanto. Este es un músculo cuyo objetivo es informar sus movimientos.